# Albán koncér
Az albán koncér (Pachychilon pictum) a sugarasúszójú halak (Actinopterygii) osztályának pontyalakúak (Cypriniformes) rendjébe, ezen belül a pontyfélék (Cyprinidae) családjába tartozó faj.

## Előfordulása
Az albán koncér a Balkán-félsziget délnyugati felén, a Szkutari- és az Ohridi-tavak környékén él. Olaszországba és Franciaországba betelepítették.

## Megjelenése
A hal teste karcsú, erősen megnyúlt, oldalról lapított, orra hegyes, szájnyílása hosszú, ferdén felfelé irányuló, nagyon vaskos ajkakkal. Pikkelyei nincsenek; oldalvonala teljes. Mellúszói 17-18, hasúszói 10, hátúszója 10-11, farokúszója 19, farok alatti úszója 11-12 sugarú. A hátúszó első sugara majd feleakkora, mint a következők, és azoktól élesen elválik. Hátoldalának színe a barnásszürkétől a feketésig változik; fejtetője nagyon sötét, kopoltyúfedői ezüstösen csillogóak; oldalai a világosbarnástól a sárgásig változik; hasoldala fehér. A hátától az oldalvonal alá terjedően szabálytalanul elhelyezkedő apró barna pettyek és foltok vannak. A hát- és farokúszó sárgás, hasoldala ívás idején rózsaszínű. Testhossza 12-15 centiméter, legfeljebb 18 centiméter. A testtömege legfeljebb 70 gramm.

## Életmódja
A Balkán-félsziget délnyugati felének tavaiban a parthoz közeli, sekély vizének rajhala. Elsősorban állati eredetű táplálékot fogyaszt. Étrendjét planktonrákok és rovarlárvák alkotják, de repülő rovarokat és alkalmilag apró fenéklakó állatokat is fogyaszt.

## Szaporodása
Ívása május és augusztus hónapokban zajlik. Az ivarérett állatok a parti térség növényzetébe vonulnak, ahol élénk nászjáték közepette ikráznak. A ragadós ikrák növényeken, gyökereken és a köves fenéken tapadnak meg. A kelési időtartamáról és az ivadék fejlődéséről nincs tudományosan elfogadott egységes megfigyelés.

## Felhasználása
Az albán koncérnak ipari mértékű halászata van.

## Rokon faj
A Pachychilon csontoshal-nem másik faja, a macedóniai koncér (Pachychilon macedonicum).